# Bartolomeo Forteguerri
Bartolomeo Forteguerri (Siena, 24 febbraio 1751 – Palermo, 5 gennaio 1809) è stato un ammiraglio italiano, che fu comandante generale della Marina del Regno di Napoli dal 1796 al 1809, e Ministro di Guerra e Marina dal 1800 al 1806. Aveva militato nella Marina del Granducato di Toscana tra il 1766 e il 1778, e in quell'anno fu distaccato in servizio presso la Marine royale, dove strinse amicizia con l'ammiraglio Charles Henri d'Estaing, e partecipò alle operazioni navali nell'ambito della guerra d'indipendenza americana. Nel 1782 fu nominato membro dell'Accademia reale della marina, e il 27 agosto 1783 ottenne il permesso di indossare la divisa francese dal Ministro della marina. Rientrato in Patria per alcuni mesi, il 1º dicembre 1783 il comandante della marina del Regno di Napoli John Acton lo invitò ad entrare in servizio presso di Ferdinando IV. Qui si distinse nelle operazioni di contrasto alla pirateria barbaresca, e poi nelle operazioni relative all'assedio di Tolone (1793).

## Biografia

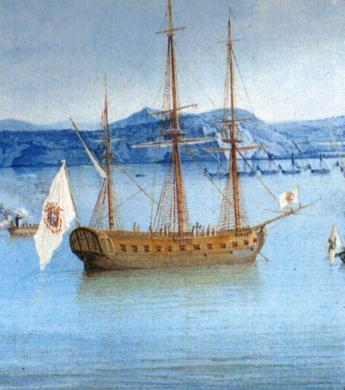
La fregata Minerva.

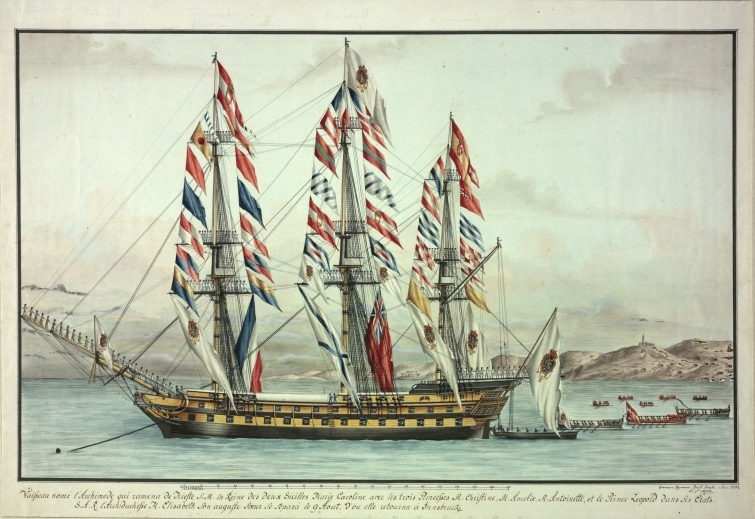
Il vascello da 74 cannoni Archimede.

Nacque a Siena il 24 febbraio 1751 figlio di Niccolò e di Berenice Pannilini. Ricevuto il titolo di patrizio senese, ricevette una buona educazione nella sua città natale, dove rimase sino al 1766. Pronto ad andare a Roma, dove avrebbe completato gli studi umanistici, fu chiamato ad entrare nella marina da guerra del Granducato di Toscana, dove allora regnava Pietro Leopoldo. Trasferitosi, con il consenso dei familiari, a Livorno studiò l'arte della navigazione entrando quindi in servizio nella marina granducale con il grado di guardiamarina.
Venne subito imbarcato sulle navi militari impegnate nel Mar Mediterraneo contro i pirati barbareschi. A quel tempo le compagnie di navigazione olandesi e inglesi subivano sistematiche aggressioni, che rendevano il commercio marittimo estremamente incerto. Le fregate del Granducato di Toscana insieme a quelle del Regno Unito cercavano di proteggere il più possibile i naviganti, ma i risultati non erano sempre dei migliori. Per alcuni anni fu impegnato in questo compito, e il 20 gennaio 1771 fu promosso tenente di vascello. Nel 1775 prese parte alla spedizione contro Algeri, finanziata e militarmente appoggiata dal Regno di Spagna, e nel corso di questa impresa egli chiese, ed ottenne, di potersi imbarcare sulle navi della Royal Navy, navigando nel Mediterraneo, in Levante e nel Mar Nero, e visitando numerosi porti e città orientali tra cui Costantinopoli.
Rientrato in Toscana nel corso del 1777, si imbarcò subito per nuovi viaggi. Nel 1778, ottenuta l'autorizzazione del Granduca, partì dal porto di Livorno a bordo di nave da guerra francese diretta a Tolone, dove venne accolto dal conte Charles Henri d'Estaing, comandante della squadra navale pronta a salpare per la spedizione a sostegno delle tredici colonie americane che avevano proclamato l'indipendenza dalla Corona britannica.
Le navi da guerra si trasferirono nel porto di Brest, in Bretagna, da dove iniziarono una serie di incursioni contro le navi inglesi dirette oltreoceano. Durante questo periodo strinse una salda amicizia con d'Estaing, venendo particolarmente apprezzato per le sue conoscenze tecnico-militari. Sulle navi francesi navigò a lungo, e negli ultimi due anni della guerra fu posto al comando di un vascello. Nel 1782 fu nominato membro della Real Accademia di Marina, e il 27 agosto 1783 ottenne il permesso di indossare la divisa della Marine royale, ricevendo offerte vantaggiose per continuare il suo servizio al servizio della Corona. Tuttavia decise di rientrare in Patria, dove curò i suoi interessi familiari per alcuni mesi, in quanto il 1º dicembre 1783 John Acton lo invitò a entrare in servizio nella marina napoletana.
Nei primi giorni del gennaio 1784 fu arruolato con il grado di capitano di fregata, e solo pochi mesi dopo il suo arrivo a Napoli Acton, Segretario di Stato alla Marina, in accordo con il governo di Spagna, decideva di riprendere le ostilità contro la pirateria barbaresca.
L'obiettivo di questa coordinata azione era ancora Algeri. Il formazione navale napoletana era costituita da due vascelli, tre fregate, due sciabecchi, due brigantini e altrettante polacche. Il comando della squadra fu affidato al brigadiere Giuseppe Beccadelli di Bologna, ma in realtà fu lui, imbarcato sul vascello da 64 cannoni San Giovanni, a dirigere le operazioni belliche. La mattina del 18 maggio 1784 le navi lasciarono Napoli per unirsi nel Mediterraneo alla flotta spagnola e poi fare rotta verso le coste africane. Durante i tre mesi dell'assedio alla città di Algeri ebbe l'occasione di dimostrare le sue notevoli capacità marinare, e di attenuare le conseguenze dei non pochi errori commessi dal comandante in capo della spedizione, il tenente generale spagnolo Antonio Barceló di Maiorca. Quando il 2 settembre 1784 la squadra navale fece ritorno dall'Africa settentrionale, re Ferdinando IV andò incontro alla squadra navale salendo a bordo della nave ammiraglia nelle acque di Ischia, manifestando a tutti il suo reale compiacimento, e promuovendolo capitano di vascello.
Qualche giorno dopo, al fine di smentire un negativo rapporto redatto del capitano R. Quattromani sulle prestazioni della fregata Minerva uscita dai cantieri di Castellammare di Stabia, assunse il comando della nave per circa due mesi, navigando lungo le coste della Sicilia e dimostrando l'eccellente tenuta della nave. Nel 1785 gli fu affidato il comando del vascello da 64 cannoni San Gioacchino e, nel contempo ebbe l'onore di ospitare a bordo sino a Livorno i sovrani napoletani diretti in visita a Torino. Al ritorno i reali furono imbarcati nel porto di Genova e riportati a Napoli, dove egli ricevette una pensione di 1.200 ducati, una gemma in dono dalla regina Maria Carolina e fu promosso brigadiere. La totale soddisfazione del sovrano nei suoi confronti si espresse l'anno successivo, quando dai cantieri navali uscì il nuovo vascello da 74 cannoni Partenope, e il ministero della Marina gliene affidò il comando. Divenne inoltre ispettore della Regia Accademia dei cavalieri, della fanteria marittima e dei cannonieri, nonché sopraintendente degli Arsenali. Imbarcato sulla fregata Cerere nel 1787 gli fu affidato il comando di alcune navi da guerra che scortavano dei pescherecci impegnati nella ricerca del corallo in prossimità delle coste della Barberia. Nel 1788 effettuò una missione in Inghilterra, per recare un omaggio, un magnifico servizio di porcellana, di re Ferdinando IV al sovrano Giorgio III. Dopo un anno di riposo, nel 1790 riprese a navigare lungo le coste del Regno, svolgendo attività addestrativa per formazione dei giovani ufficiali. Il 12 agosto fu promosso maresciallo di campo e assunse il comando di una divisione navale composta da tre fregate e tre corvette che trasportò la famiglia reale a Fiume, da dove proseguì per Vienna dove la principessa Maria Teresa di Borbone-Due Sicilie andò in sposa all'imperatore Francesco II d'Asburgo-Lorena. Nel corso del 1791 fece eseguire alla unità della flotta una incessante attività addestrativa.
Il 16 dicembre 1792 apparve nelle acque prospicienti Napoli una squadra navale francese comandata dal capitano di vascello Louis-René-Madeleine de Latouche-Tréville e la flotta napoletana apparve pronta ad affrontare il possibile scontro, ma il re cedette alle richieste francesi che volevano riparazione per il rifiuto ad accogliere a Napoli il designato l'ambasciatore della repubblica Armand Makau, e per la nota diplomatica in cui si invitava la Sublime porta turca a fare altrettanto con il designato ambasciatore a Istanbul Charles Semonville. La squadra francese partì l'indomani, ma sei giorni dopo due navi francesi, tra cui l'ammiraglia di Latouche-Tréville, il vascello da 80 cannoni Languedoc, pesantemente danneggiate da una tempesta. Su sua disposizione l'arsenale di Napoli, nella figura di Matteo Correale, fornì alle navi francesi tutto ciò che serviva per la loro riparazione tanto che un mese dopo esse lasciarono la rada della Capitale.
Nel 1793 fu siglata la convenzione anglo-napoletana e il Regno di Napoli entrò nella prima coalizione antifrancese. La flotta fu immediatamente messa in stato di allerta ed egli dovette allestire in brevissimo tempo una squadra navale capace di partecipare alle imminenti operazioni militari. L'occasione fu subito data dalla difesa della città di Tolone, occupata da un corpo di spedizione anglo-spagnolo e che era attaccata dalle truppe repubblicane. Il governo napoletano inviò in aiuto delle truppe britanniche un contingente forte di 4.460 soldati che presero parte ai duri scontri contro gli assedianti, appoggiati da un ben diretto fuoco d'artiglieria posto in atto dal maggiore Napoleone Bonaparte. Egli informò sempre puntigliosamente il ministro Acton sugli avvenimenti militari e diplomatici, denunciando apertamente il tentativo degli inglesi di assoggettare il contingente napoletano, entrando più volte in contrasto con l'ammiraglio Samuel Hood al quale era affidato il comando supremo delle operazioni navali e della difesa della città. Il 10 ottobre 1793 Hood decise addirittura di togliergli formalmente ogni autorità, e di dirigere personalmente le manovre delle navi napoletane. Egli si oppose vigorosamente ribadendo sia all'ammiraglio inglese sia al suo ministro della Marina la volontà del re di Napoli […] di riunire e non di prostituire le sue forze agl'ingles . In risposta il Ministro Acton dava ragione alle sue rimostranze promettendogli una decisa protesta presso l'ambasciatore inglese a Napoli sir William Hamilton, anche se contemporaneamente lo invitava a non esasperare il contrasto con il comando inglese. Il precipitare della situazione, con le truppe repubblicane che minacciavano di riconquistare la città, spinse molti abitanti di Tolone a chiedere asilo sulle navi napoletane, ma su questo punto egli fu irremovibile. Così come non permise che alcun suddito napoletano che aveva lasciato Napoli sulle navi del Latouche-Tréville potesse fare ritorno nel Regno, consapevole, così come emerge dai rapporti confidenziali mandati al ministro Acton, che questi uomini avrebbero potuto minare la fiducia e la fedeltà dei suoi marinai. Riteneva, infatti, che non potessero fare rientro in Patria persone ormai decisamente vicini a idee rivoluzionarie. La situazione intanto precipitava e gli eserciti della coalizione subivano continue sconfitte, con la perdita del forte Malbousquet (28 novembre 1794) da parte delle truppe inglesi da lui addebitata esclusivamente agli errori commessi del generale Charles O'Hara. Solo qualche giorno dopo, ormai certo della sconfitta, comunicava al ministro Acton la necessità di salvare quanto più possibile della squadra navale. Dopo la caduta di Tolone l'ammiraglio Hood accusò apertamente l'esercito napoletano di viltà e giudicò negativamente il suo operato, tanto che fu costretto a renderne conto al re. Il 12 febbraio 1794, dopo un attento esame degli avvenimenti, il ministro Acton gli comunicò l'insussistenza delle accuse mossegli da Hood confermandogli la stima sua e della Corona. Nonostante questo incidente egli continuò a cooperare con i comandi inglesi nel Mediterraneo fino al 10 ottobre 1796. Tra il 1795 e il 1796 fu formata una divisione navale composta di due vascelli e quattro fregate, di cui assunse il comando, venendo promosso tenente generale il 1º maggio 1797. In questo periodo alzò la sua insegna sul vascello da 74 cannoni Archimede e fu più volte impegnato in missioni lungo le coste italiane.
Il 10 gennaio 1798 vi fu un rimpasto ministeriale, ed egli fu confermato al comando della Marina reale, che gli era stato assegnato dal 1796, alla scomparsa del maresciallo Danero. Nella notte del 21 dicembre 1798 fece parte della ristrettissima corte che accompagnò la famiglia reale al Molosiglio per imbarcarsi sulle lance inglesi Durante il periodo repubblicano egli fu di stanza a Messina al comando del vascello da 74 cannoni Archimede. Dopo la caduta della Repubblica Napoletana e i successivi processi, rientrò a Napoli insieme con i sovrani. La sua fedeltà fu premiata nel 1800 con la nomina a Ministro della guerra e marina e il conferimento dell'Ordine di San Ferdinando. L'8 maggio 1803 venne chiamato a far parte del Consiglio delle Finanze.
Tre anni dopo, nella notte fra il 4 e il 5 febbraio 1806 fu costretto ad abbandonare nuovamente Napoli insieme con i membri della famiglia reale mentre le truppe francesi si avvicinavano alla capitale. Giunto a Palermo ormai stanco e ammalato, si sistemò presso il seminario nautico dove si spense il 5 gennaio 1809.

## Pubblicazioni
- O più pace o più guerra, Napoli, 1797.
- Proposta di campagna marittima per i bastimenti di guerra del Re delle Sicilie, Napoli, 1798.

### Annotazioni
1. ↑  La sua era una antica famiglia che apparteneva anche al patriziato di Pistoia, e nei secoli vi erano appartenute personalità di rilievo nell'ambito della cultura letteraria e in quello ecclesiastico.
2. ↑  John Francis Edward Acton era già stato comandante della marina toscana, ed era chiamato poi dal re di Napoli Ferdinando IV a riorganizzare la marina da guerra del Regno.
3. ↑  Al suo rientro i a Napoli egli presentò i doni ricevuti in Inghilterra, 12 carronate con lo stemma reale, e molta attrezzatura per uso navale.

### Fonti
1. 1 2 3 4  D'Ayala, 1843, p. 253.
2. 1 2 3 4 5 6 7 8 9 10 11 12 13 14 15 16 17 18 19 20  https://www.treccani.it/enciclopedia/bartolomeo-forteguerri_(Dizionario-Biografico)/.
3. 1 2 3  D'Ayala, 1843, p. 254.
4. 1 2 3 4  D'Ayala, 1843, p. 255.
5. 1 2  D'Ayala, 1843, p. 256.
6. 1 2  D'Ayala, 1843, p. 257.
7. 1 2 3 4  D'Ayala, 1843, p. 258.
8. 1 2 3  D'Ayala, 1843, p. 259.
9. 1 2  D'Ayala, 1843, p. 260.
10. 1 2  Donolo 2012, p. 34.
11. ↑  D'Ayala, 1843, p. 261.
12. 1 2  D'Ayala, 1843, p. 262.
13. ↑  Donolo 2012, p. 50.
14. ↑  Donolo 2012, p. 51.
15. ↑  Simioni 1912, p. 649.
16. ↑  Simioni 1912, p. 652.
17. ↑  Donolo 2012, p. 52.
18. ↑  D'Ayala, 1843, p. 265.
19. ↑  D'Ayala, 1843, p. 267.
20. ↑  D'Ayala, 1843, p. 268.
21. ↑  Memoria degli avvenimenti popolari seguiti in Napoli in gennajo 1799, Napoli, 1799.
22. 1 2  De Nicola-I 1806, p. 423.
23. ↑  D'Ayala, 1843, p. 271.
24. ↑  D'Ayala, 1843, p. 272.